# سینوکسات
سینوکسات (به انگلیسی: Cinoxate) با فرمول شیمیایی C۱۴H۱۸O۴ یک ترکیب شیمیایی با شناسه پاب‌کم ۵۳۷۳۷۷۳ است. که جرم مولی آن ۲۵۰٫۲۸ g/mol می‌باشد. 